# Deutsche Fachpflege Holding
Die Deutsche Fachpflege Holding GmbH ist ein führender Verbund im Bereich der außerklinischen Intensiv- und Beatmungspflege sowie der ambulanten Alten- und Krankenpflege in Deutschland. Entstanden ist dieser Verbund im Jahr 2019 als Dachmarke der Bonitas Pflegegruppe, der Deutschen Fachpflege Gruppe (DFG) und der Bundesweiten Intensivpflege Gruppe (BIPGruppe). Dies führte zur Schaffung eines der größten Anbieter im Bereich der außerklinischen Intensiv- und Beatmungspflege sowie der ambulanten Alten- und Krankenpflege in Deutschland.

## Struktur
Der Pflegedienst Bonitas wurde 1995 in Herford von Lars Uhlen, Martina Krutz und Thomas Standare gegründet. Durch die Gründung und Übernahme weiterer Pflegedienste wurde aus dem Pflegedienst 2002 die Bonitas Holding GmbH. Beispielsweise wurde 2002 die 1992 in Bielefeld gegründete Mobile Intensiv- und Beatmungspflege übernommen, und 2012 erfolgte die Übernahme des Intensivpflegedienstes Pflege und Betreuung Bettler GmbH, der in Animus Kranken- und Intensivpflege umfirmiert wurde. Im Jahr 2019 wurde die Bonitas Pflegegruppe von der luxemburgischen Lavorel Medicare an die New Yorker Private-Equity-Gesellschaft Advent International veräußert.
Die Deutsche Fachpflege Gruppe wurde 2011 mit dem Ziel gegründet, die außerklinische Intensivpflege in Deutschland maßgeblich zu prägen und zu gestalten. Der Schwerpunkt der DFG lag auf der Intensiv- und Beatmungspflege von Erwachsenen und Kindern. 
2004 ist die Bundesweite Intensivpflege Gesellschaft aus dem gegründeten Pflegedienst „Hand & Herz“ (Hameln) und dem auf Heimbeatmung und Intensivpflege spezialisierten Pflegedienst Dr. Rieke & Team (Hannover) entstanden. Seit 2007 kooperierte das Unternehmen mit dem Case & Psychosozialmanagement Konsensis. 2010 erfolgte die Umfirmierung von Dr. Rieke & Team zur bipG – Bundesweite Intensiv-Pflege-Gesellschaft mbH. 2012 wurde die Bundesweite Intensivpflege Gesellschaft Teil der Deutschen Fachpflege Gruppe. Seit 2022 ist die Bundeweite Intensivpflege Gesellschaft Teil der 2021 gegründeten Bundesweiten Intensivpflege Gruppe. Mehr als 25 Pflegedienste arbeiteten seitdem unter diesem Gruppenverband eng zusammen.
Im gleichen Jahr wie die Bundesweite Intensivpflege Gruppe (2019) wurde die Deutsche Fachpflege als Dachmarke der Bonitas Pflegegruppe der DFG und der BIPGruppe gegründet. Seitdem ist die Deutsche Fachpflege mit etwa 80 Pflegediensten einer der größten Anbieter von Pflegedienstleistungen in Deutschland.
Im Jahr 2025 kam es zur Auflösung der drei Subgruppen Bonitas Pflegegruppe, DFG und BIPGruppe. Seitdem tritt das Pflegeunternehmen einheitlich als Deutsche Fachpflege auf.

## Organisatorische Aufstellung
Die Deutsche Fachpflege ist als Holdinggesellschaft organisiert und umfasst eine Vielzahl regionaler und spezialisierter Pflegedienste. Diese Struktur ermöglicht eine dezentrale Organisation, bei der die einzelnen Tochtergesellschaften weitgehend eigenständig agieren, während übergeordnete Dienstleistungen wie Qualitätsmanagement, Personalentwicklung oder Digitalisierung zentral koordiniert werden.
Der Unternehmensverbund umfasst mehr als 80 Pflegedienste an verschiedenen Standorten in ganz Deutschland. Die einzelnen Standorte sind über alle Bundesländer verteilt, mit regionalen Schwerpunkten in Nordrhein-Westfalen, Bayern, Niedersachsen und Baden-Württemberg.
In den vergangenen Jahren ist die Zahl der Beschäftigten durch die Fusion der ehemals eigenständigen Unternehmen gewachsen. Neben der regulären Pflegeausbildung bietet das Unternehmen in der PflegeLeicht-Akademie (ebenfalls Teil der DF) interne Fort- und Weiterbildungen an, insbesondere in den Bereichen Intensivpflege, Beatmungstherapie und Palliativversorgung.

## Forschung und wissenschaftliche Kooperationen
Die Deutsche Fachpflege arbeitet mit verschiedenen Forschungseinrichtungen, Universitäten und Fachgesellschaften zusammen, um pflegewissenschaftliche Erkenntnisse in die Praxis zu übertragen und die Qualität der Versorgung weiterzuentwickeln. Der Fokus liegt insbesondere auf der außerklinischen Intensivpflege, der Beatmungsentwöhnung (Weaning) sowie der Digitalisierung in der Pflege.

### Zusammenarbeit mit Forschungseinrichtungen und Universitäten
Das Unternehmen beteiligt sich an universitären Forschungsprojekten und steht im Austausch mit Wissenschaft und Forschung. Beispielsweise ist die Deutsche Fachpflege Praxispartner im Forschungs- und Entwicklungsprojekt "Anti-Effizienzlogiken: Reflexiv-nachhaltige Perspektiven auf Interaktionsarbeit am Beispiel Pflege (AnEffLo)", das vom Bundesministerium für Bildung und Forschung (BMBF) gefördert wird. Dieses Projekt wird in Kooperation mit der Zeppelin Universität, der Albert-Ludwigs-Universität Freiburg sowie den Unternehmen VIOM GmbH und minnt GmbH durchgeführt. Ziel des Projekts ist es, nachhaltige Perspektiven für die Interaktionsarbeit im Pflegebereich zu entwickeln.
Darüber hinaus kooperiert die Deutsche Fachpflege mit der Hochschule München im Rahmen des Bachelorstudiengangs "Angewandte Pflegewissenschaft (B.Sc. Pflegefachfrau/-mann)". Die praktische Ausbildung der Studierenden erfolgt in Zusammenarbeit mit verschiedenen Praxispartnern, darunter die Deutsche Fachpflege, um eine enge Verzahnung von Theorie und Praxis sicherzustellen.
In Zusammenarbeit mit wissenschaftlichen Einrichtungen beteiligt sich die Deutsche Fachpflege an Forschungsprojekten zur Optimierung der Beatmungsentwöhnung (Weaning) und zur Verbesserung der Versorgungsqualität in der Intensivpflege. Diese Studien zielen darauf ab, Bedingungen für eine erfolgreiche Beatmungsentwöhnung zu identifizieren und die interdisziplinäre Zusammenarbeit zwischen Pflegekräften und Ärzten zu stärken.

## Soziales Engagement
Die Deutsche Fachpflege engagiert sich in verschiedenen sozialen Projekten, die über die direkte Pflege hinausgehen. Zu den zentralen Initiativen gehören der Karlsson e. V., der sozial benachteiligte Kinder unterstützt, sowie das Young Heroes-Programm, das Kindern und Jugendlichen Erste-Hilfe-Kenntnisse vermittelt.